# حلقة (علم الحيوان)
في علم الحيوان، يرمز مصطلح الحلقة إلى أية حلقة دائرية خارجية. ويشيع تواجد تلك الحلقات في الحيوانات مقسّمة الجسم مثل ديدان الأرض والعلقيات. وتتميز أجسام تلك الديدان المقسمة بوجود حلقات خارجية تظهر مرتبة في شكل سلاسل مع بعضها البعض.
في بعض الأنواع قد تكون تلك الحلقات بمثابة علامة على نموها، على غرار تعيين سن الشجرة. فعلى سبيل المثال، في الأسماك تظهر في شكل سلسلة من الحلقات متحدة المركز (أو حلقات) تتكوّن على قشور الأسماك العظمية., بينما في ذوات الصدفتين، تظهر في شكل حلقات متحدة المركز على أصدافها.